# لويس ميغيل روتشا
لويس ميغيل روتشا (بالبرتغالية: Luís Miguel Rocha‏) (1 فبراير 1976، بورتو في البرتغال - 26 مارس 2015 في البرتغال)؛ كاتب وروائي برتغالي.